# Ван ден Керкхоф, Кевин
Кевин Дениэл ван дер Керкхоф Гитун (араб. كيفن دانيال فان دين كيرخوف ڨيطون‎; род. 14 марта 1996, Сен-Сольв) — алжирский футболист, защитник клуба «Мец» и сборной Алжира.

## Клубная карьера
Ван дер Керкхоф — воспитанник клуба «Валансьен». В 2014 году он присоединился к «Аульну», а после выступал за дублёров «Лорьяна», «Ла-Лувьер» и бельгийский «Олимпик Шарлеруа». Летом 2020 года ван дер Керкхоф перешёл в люксембургский «Ф91 Дюделанж». 30 августа в матче против «Юнион Титус Патанж» он дебютировал в чемпионате Люксембурга. В этом же поединке Кевин забил свой первый гол за «Ф91 Дюделанж». Летом 2022 года ван дер Керкхоф перешёл в «Бастию». 30 июля в матче против «Лаваля» он дебютировал в Лиге 2. 1 октября в поединке против «Анси» Кевин забил свой первый гол за «Бастию».
Летом 2023 года ван дер Керкхоф перешёл в «Мец». Сумма трансфера составила 2,5 млн евро. 16 сентября в матче против «Ланса» он дебютировал в Лиге 1. 12 ноября в поединке против «Нанта» Кевин забил свой первый гол за «Мец».

## Международная карьера
27 марта 2023 года в отборочном матче Кубка Африки 2023 против сборной Нигера ван дер Керкхоф дебютировал за сборную Алжира.
В 2024 году ван дер Керкхоф принял участие в Кубке Африки 2023 в Кот-д’Ивуаре. На турнире он сыграл в матчах против сборных Анголы и Мавритании.

## Личная жизнь
В Алжире Ван ден Керхкоф больше известен как Кевин Гитун (фр. Kevin Guitoun). Его близкий друг — Бенжамен Павар, который также родился в Мобёже.

## Достижения

### Командные
«Ла-Лувьер»
- Победитель Второго дивизиона: 2018/19

«Ф91 Дюделанж»
- Чемпион Люксембурга: 2021/22

### Индивидуальные
- Команда года Лиги 2 по версии Национального союза профессиональных футболистов: 2022/23[11]